# Serravalle Langhe
Serravalle Langhe – miejscowość i gmina we Włoszech, w regionie Piemont, w prowincji Cuneo.
Według danych na rok 2004 gminę zamieszkiwały 352 osoby, 39,1 os./km².